# Посоондо
Посоондо (ісп. Pozohondo) — муніципалітет в Іспанії, у складі автономної спільноти Кастилія-Ла-Манча, у провінції Альбасете. Населення — 1792 особи (2010).
Муніципалітет розташований на відстані близько 240 км на південний схід від Мадрида, 31 км на південь від Альбасете.
На території муніципалітету розташовані такі населені пункти: (дані про населення за 2010 рік)
- Кампільйо-де-ла-Вірхен: 32 особи
- Нава-де-Абахо: 445 осіб
- Нава-де-Арріба: 120 осіб
- Лос-Посікос: 64 особи
- Посоондо: 1131 особа

## Демографія
Динаміка населення (INE ):

## Галерея зображень

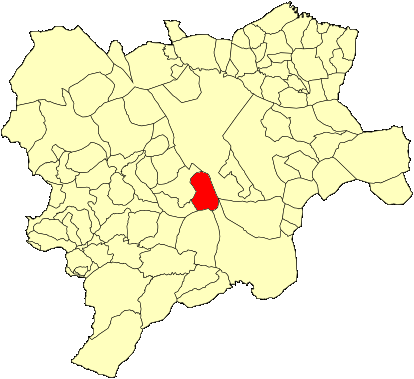
Розташування муніципалітету у провінції Альбасете